# Södra Rödgölen
Södra Rödgölen är en sjö i Boxholms kommun i Östergötland och ingår i Motala ströms huvudavrinningsområde.